# One Shenton
One Shenton est un ensemble de deux gratte-ciel de 214 et 178 mètres construits en 2011 à Singapour.